# Ammozoum hyalinum
Ammozoum hyalinum là một loài bọ cánh cứng trong họ Tenebrionidae. Loài này được Andreas Semenov-Tian-Shanskij miêu tả khoa học đầu tiên năm 1891.